# 高昌镇
高昌镇，是中华人民共和国河北省保定市唐县下辖的一个乡镇级行政单位。

## 行政区划
高昌镇下辖以下地区：
北高昌村、南放水村、东高昌村、高昌店村、高昌屯村、南高昌村、高昌庄村、贾庄村、淑闾村、庄头村、马兴庄村、北放水村、南固城村、北固城村、东山阳村、中山阳村、西山阳村、北山阳村、峪山庄村和山阳庄村。